# Dr. Dog
Dr. Dog est un groupe de rock américain, originaire de Philadelphie, en Pennsylvanie. Les membres du groupe, en 2007 sont le chanteur Scott McMicken (surnommé Taxi), le bassiste Toby Leaman (Tables), le claviériste Zach Miller (Text), le percussionniste Juston Stens (Trouble) et le guitariste Sukey Jumps (Thanks). Le groupe a aussi eu comme musiciens Doug O'Donnell (Truck), Ted Mark (Today) et Andrew Jones (Trial).
Le groupe acquiert beaucoup de visibilité en 2004, alors qu’il a fait la première partie de la tournée de My Morning Jacket. Ils ont peu de temps après signé un contrat de disques avec le label indépendant bien connu Rough Trade. Peu de temps après, Jones a quitté le groupe afin d’entreprendre sa carrière d’avocat (son pseudonyme « Trial » venait justement du fait qu’il étudiait en droit) et fut remplacé par Sukey Jumps.
En 2006, Dr. Dog accompagne en tournée Clap Your Hands Say Yeah, The Strokes, The Raconteurs et The Black Keys. Leur EP Takers and Leavers est publié en septembre 2006, suivi le 27 février 2007 d’un nouvel album, We All Belong accompagné d’un clip pour le morceau My Old Ways. Une autre chanson, Worst Trip, devrait se retrouver en 2007 sur la bande-son du film Fast Food Nation. En 2008, ils sortent leur album Fate. Le single de l'album s'appelle The Ark. En 2010, ils sortent un nouvel album intitulé Shame, Shame, puis en 2012 un album nommé Be the Void. En 2016, sort un album intitulé Abandoned Mansion.

## Biographie

### Origines et débuts (1999–2005)
Les origines de Dr. Dog remontent à la fois où Leaman et McMicken ont joué ensemble au collège. Le duo écrit ses propres chansons. Leaman et McMicken avaient auparavant un autre groupe appelé Raccoon. Dr. Dog se forme avec l'ajout de Miller, du batteur Ted Mark, et du guitariste Doug O'Donnell.
Leurs huit premiers enregistrements sont expérimentaux. Ils auto-produisent leur premier album, The Psychedelic Swamp, en 2001. Démarrant en 2002, Leaman, McMicken, et O'Donnell jouent régulièrement du bluegrass avec des amis au London Grill à la Fairmount Section of Philadelphia sous le pseudonyme Conowingo Homeboys. Entretemps, Leaman et O'Donnell partagent leur temps au sein de Dr. Dog et un autre groupe, Doublehorse,! Ils publient Toothbrush en 2002. Mark quitte le groupe en 2003 et O'Donnell en 2004. Juston Stens remplace Ted Mark à la batterie. Le groupe passe ses débuts dans et en dehors de Philadelphie où ils développent une petite mais fidèle fanbase en jouant aux côtés de groupes locaux comme The Teeth.
En 2004, My Morning Jacket les invite après avoir reçu un exemplaire de Toothbrush à un concert. Ils signent avec Park The Van Records, qui publiera l'album Easy Beat.

### Nouveaux albums (depuis 2006)

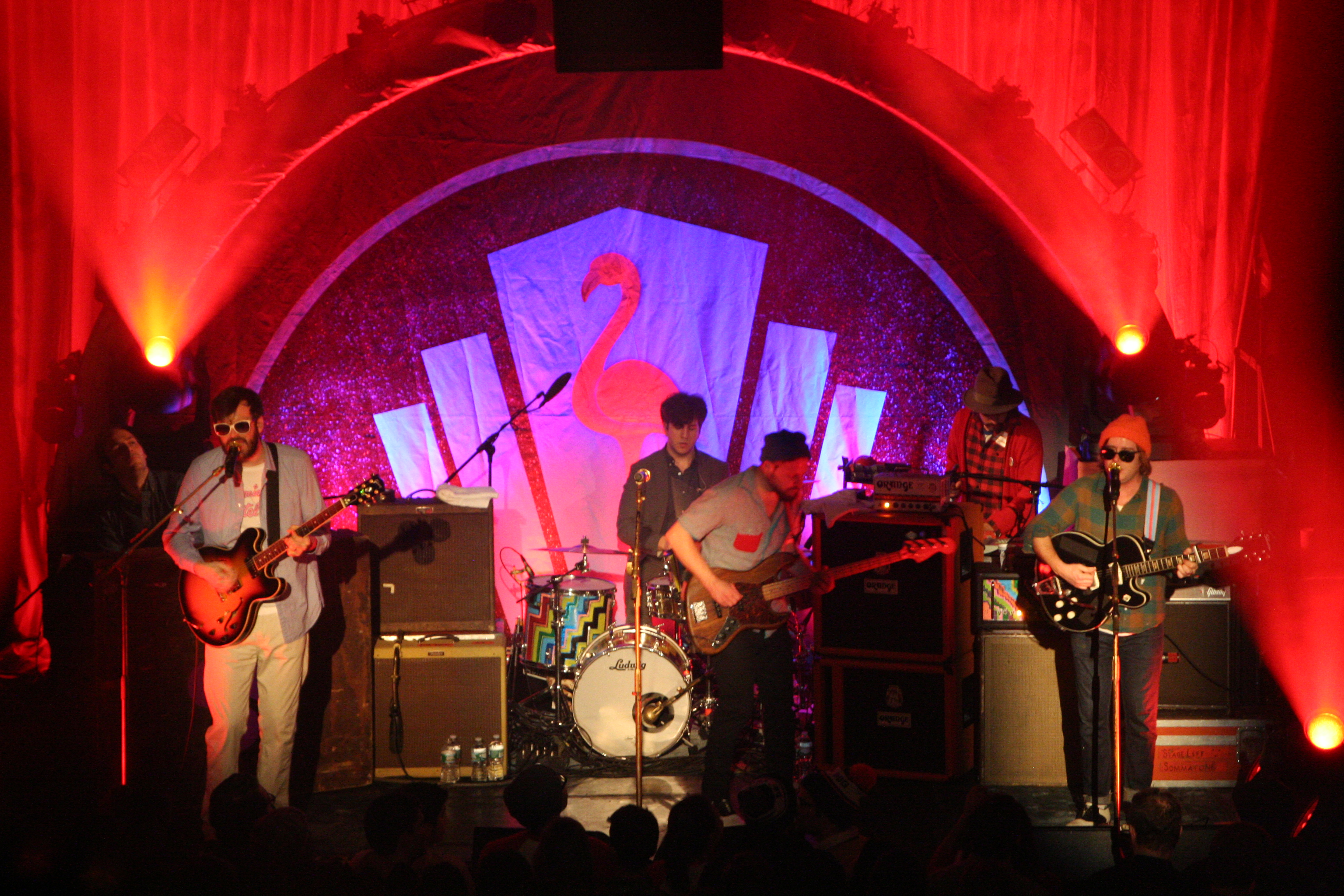
Dr. Dog au Bowery Ballroom en février 2015.

En 2006, Dr. Dog commence à utiliser un nouveau studio et de nouveaux équipements. Le producteur et ingénieur-son Bill Moriarty, avec qui ils partagent le studio, est crédité pour avoir aidé les membres à utiliser leurs nouveaux équipements. Cette année, ils enregistrent l'EP Takers and Leavers. Deux des chansons de l'EP sera ensuite publié dans l'album qui suit. En 2007, ils publient We All Belong, dont la production est plus clean que dans les précédents albums. Ils participent au Late Show with David Letterman en soutien à l'album. En 2008, le groupe publie Fate. Ils reviennent au Late Night with Conan O'Brien le 17 juillet 2008, et au Late Night with Jimmy Fallon le 2 avril 2009. Le 29 juillet 2009, Dr. Dog signe chez ANTI- Records. Le premier album sur leur nouveau label, intitulé Shame, Shame, est publié le 6 avril 2010. Scott McMicken considère l'album comme plus moderne, un brun punk rock. Au début de 2010, Eric Slick remplace Juston Stens à la batterie pour les tournées Shame, Shame. Stens continue de jouer avec Juston Stens et le Get Real Gang. Dr. Dog tourne en soutien à Shame, Shame pendant près de deux ans, revenant encore au Late Late Show with Craig Ferguson. Pour le Record Store Day, le groupe publie une compilation de quatre pistes enregistrées en été 2011.
Le 26 octobre 2011, McMicken annonce leur nouvel album, Be the Void pour février 2012. Il est enregistré au studio Meth Beach et coproduit par Nathan Sabatino de Golden Boots. Ils publient leur nouveau vinyle pour le Record Store Day en 2011. Il comprend les nouveaux morceaux Warrior Man et Control Yourself. Chaque vinyle possède une couleur différente. Warrior Man apparait sur Be The Void et Control Yourself' en devient l'un des trois morceaux bonus.
Le 31 janvier 2012, Be The Void est diffusé sur le site web de Conan O'Brien. Il est officiellement publié le 7 février chez ANTI- Records. Ils jouent le morceau That Old Black Hole au talk-show Conan, le 8 février et Lonesome au Late Night with Jimmy Fallon, le 23 mars. Leurs performances au Orpheum Theatre de Los Angeles pendant leur tournée est diffusé au Last Call with Carson Daly.
Le 21 avril 2012, le groupe joue à l'UC Berkeley au Memorial Glade. Le 27 septembre 2012, Dr. Dog annonce sur Facebook l'arrivée d'un nouvel EP, Wild Race, pour le 2 octobre. L'album qui suit, B-Room, est publié le 1er octobre 2013.
Le premier album live de Dr. Dog, Live at a Flamingo Hotel, est publié le 13 janvier 2015. En septembre 2015, Leaman révèle que le groupe a revisité Psychedelic Swamp et que cette version de l'album sera publiée en 2016. Le 29 novembre 2016, Dr. Dog publie sur Bandcamp Abandoned Mansion. L'album est mis à la fin 2016

## Membres

### Membres actuels
- Toby Leaman - chant, basse, guitare
- Scott McMicken - chant, guitare solo, basse, piano, banjo, claviers, Omnichord
- Frank McElroy - guitare rythmique, chœurs, claviers, Omnichord
- Zach Miller - claviers, piano, orgue, guitare, banjo, chœurs, accordéon
- Eric Slick - batterie, percussions, chœurs, guitare

### Anciens membres
- Juston Stens - batterie, percussions, chœurs, guitare, basse
- Ted Mark - batterie, percussions, chœurs
- Doug O'Donnell - guitare, chœurs
- Andrew Jones - guitare, chœurs
- Dale Earnhardt - harpe
- Dimitri Manos - percussions, effets sonores, guitare, basse, Omnichord, Optigan, batterie

## Discographie
- 2001 : Psychedelic Swamp
- 2002 : Toothbrush
- 2004 : Easy Beat
- 2006 : Takers And Leavers (EP)
- 2007 : We All Belong
- 2008 : Fate
- 2010 : Shame, Shame
- 2012 : Be the Void
- 2016 : Abandoned Mansion